# Perisserosa
Perisserosa is een geslacht van weekdieren uit de klasse van de Gastropoda (slakken).

## Soort
- Perisserosa guttata (Gmelin, 1791)